# Karl Schmitz (Politiker, 1807)

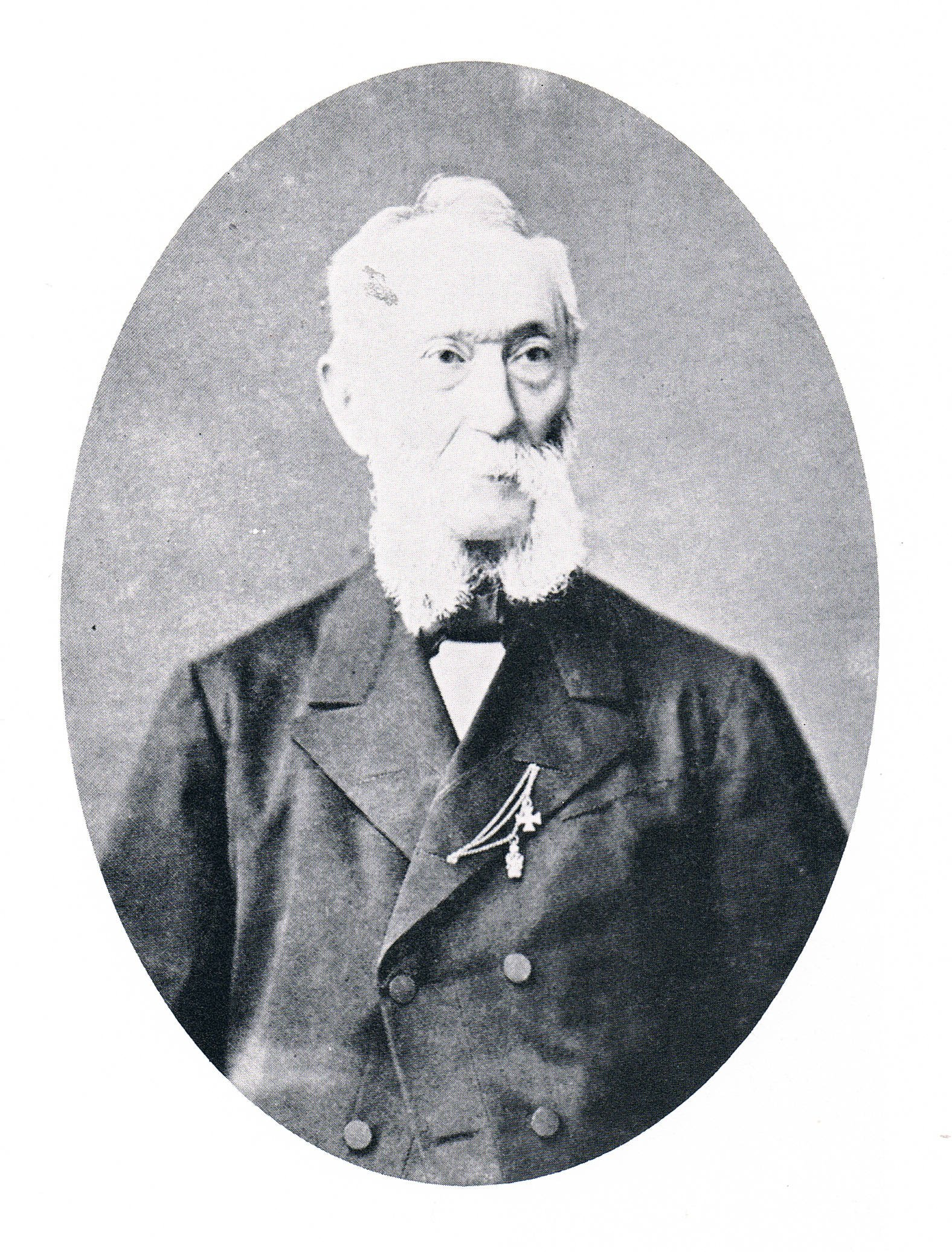
Karl Schmitz, zeitgenössische Abbildung

Karl Schmitz (* 11. Februar 1807 in Mainz; † 16. Januar 1882) war ein Kaufmann und Bürgermeister der Stadt Mainz von 1861 bis 1864. Er gehörte dem Verwaltungsrat der Köln-Düsseldorfer Dampfschifffahrtsgesellschaft an.
Schmitz war bereits seit dem 9. März 1859 erster Beigeordneter der Stadt, bevor er gewählt und schließlich am 5. Januar 1861 in das Amt  des Bürgermeisters eingeführt wurde. In seiner Amtszeit lebte die Wirtschaft und auch das Vereins- und Parteienwesen in der Stadt wieder auf. Er weihte am 18. Oktober 1862 das Schillerdenkmal ein und benannte den „Thiermarkt“ infolgedessen in „Schillerplatz“ um – was bis heute der Name des Platzes blieb. Im gleichen Jahr wurde am 20. September die südliche Eisenbahnbrücke über den Rhein eingeweiht, die zweite feste Rheinbrücke nach der in Köln. Diese Brücke ermöglichte die durchgängige Eisenbahnverbindung nach Frankfurt und in die Hauptstadt des Großherzogtums, Darmstadt.
Er begann 1863 mit der Umstellung der Mainzer Wasserversorgung auf ein Leitungsnetz, angeschlossen zunächst an das Privatwasserwerk von einem  Dr. Rautert auf dem Kästrich. Im selben Jahr gründete er gemeinsam mit Bischof Wilhelm Emmanuel von Ketteler das „Katholische Kasino“ im Frankfurter Hof, wo bereits Ferdinand Lassalle, ebenfalls 1863, einen Vorläufer des Allgemeinen Deutschen Arbeitervereins gegründet hatte. Im Jahr 1864 setzte er Eduard Kreyßig zum Stadtbaumeister ein. Zum Jahresende 1864 trat er von seinem Amt zurück und siedelte in sein Weingut in Alsheim bei Worms, wo er 1882 starb.